# Grosphus tavaratra
Espèce
Grosphus tavaratra est une espèce de scorpions de la famille des Buthidae.

## Distribution
Cette espèce est endémique de la région Diana à Madagascar. Elle se rencontre sur la Montagne des Français.

## Description
Le mâle holotype mesure 45,5 mm.

## Publication originale
- Lourenço, Soarimalala & Goodman, 2009 : « The species of Grosphus Simon (Scorpiones, Buthidae) distributed in the northern and eastern regions of Madagascar with the description of a new species. » Malagasy Nature, vol. 2, p. 144-153 (texte intégral).